# 1894 aux États-Unis
Pour des articles plus généraux, voir Chronologie des États-Unis et 1894.
Chronologie des États-Unis
- 1890
- 1891
- 1892
- 1893
- 1894
- 1895
- 1896
- 1897
- 1898

Cette page concerne des événements d'actualité qui se sont produits durant l'année 1894 du calendrier grégorien aux États-Unis.

## Événements

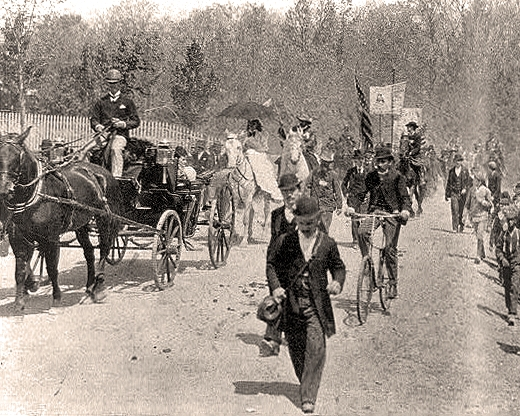
Mai : l'armée de Jacob Coxey marche sur Washington

- Avril : grèves en Pennsylvanie et dans l’Ohio. Une armée de chômeurs conduite par Jacob Coxey marche sur Washington pour réclamer du travail aux autorités fédérales. Elle est dispersée par la police.
- 11 mai : Grève Pullman. les ouvriers de Pullman City, dont on vient de réduire par cinq fois le salaire, arrêtent le travail, soutenus par le syndicat Railways Union.
- Juin : Eugene Debs, le président de la Railways Union, appelle tous les employés des chemins de fer à soutenir ceux de Pullman. Le syndicat des patrons de chemin de fer de la région, la General Managers Association, réagit en renvoyant ceux de ses employés qui participent au boycott de solidarité. La Railways Union se résout à la grève. Tout le trafic à l’ouest de Chicago est paralysé par un mouvement qui affecte 100 000 salariés. Le Président Grover Cleveland obtient une « injunction » contre les cheminots accusés d’entraver le service postal et le commerce inter-États (loi Sherman).
- Juillet : l’intervention des troupes fédérales et l’obstruction systématique des « fraternités » de cheminots font dégénérer la grève. Cédant à la violence, les cheminots ne tardent pas à se déconsidérer. Les grévistes de Pullman reprennent le travail en août sans avoir obtenu satisfaction.
- 4 juillet : proclamation de la République d'Hawaï.
- 27 août : Wilson-Gorman Tariff Act.
- Septembre : à New York, les ouvriers de la confection se mettent en grève.
- Grover Cleveland doit recourir à deux emprunts pour reconstituer les réserves d’or.
- Excédent du commerce extérieur.
- Coin’s Financial School, éloge du bimétallisme, de William Hope Harvey (en).